# Estheria simonyi
Estheria simonyi är en tvåvingeart som först beskrevs av Brauer och Julius Edler von Bergenstamm 1891.  Estheria simonyi ingår i släktet Estheria och familjen parasitflugor.
Artens utbredningsområde är Kanarieöarna. Inga underarter finns listade i Catalogue of Life.